# آندریا هابرلا
آندریا هابرلا (انگلیسی: Andrea Haberlaß؛ زادهٔ ۲۶ ژانویهٔ ۱۹۶۴) بازیکن فوتبال اهل آلمان است.

وی همچنین در تیم ملی فوتبال زنان آلمان بازی کرده‌است.